# Filioque

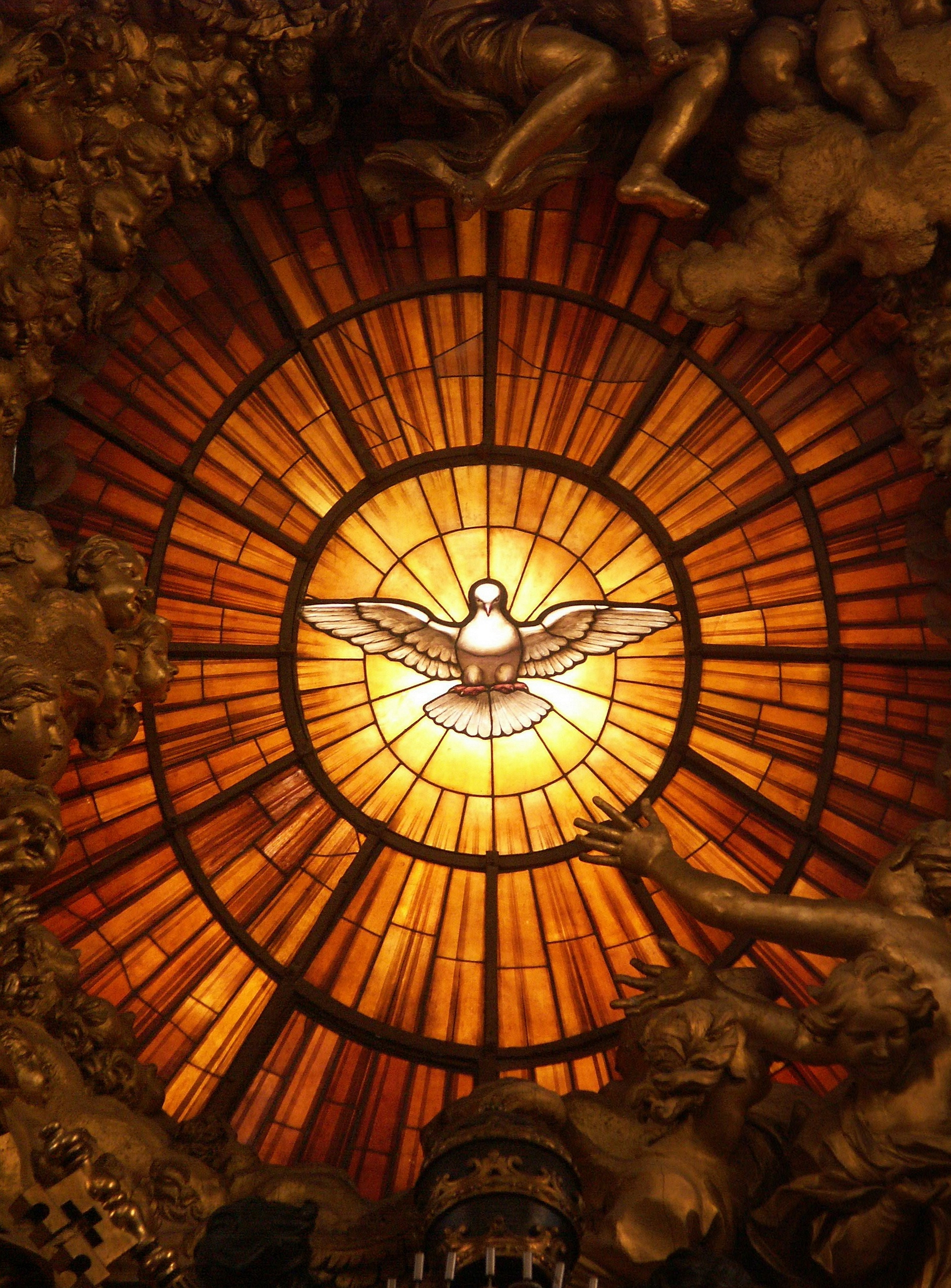
Vitrail représentant le Saint-Esprit. Basilique Saint-Pierre, Vatican, Rome

Filioque ( /fi.ljɔ.kwe/) est un terme latin signifiant "et du Fils" dont l'addition au symbole de foi de Nicée-Constantinople prend place en l'Espagne wisigothe au Ve siècle. Son usage dans ce symbole se répand petit à petit dans tout l'Occident et devient sujet de controverses entre le christianisme occidental et le christianisme oriental. Par le terme de Filioque est désignée la procession hypostatique du Saint-Esprit par le Père, mais aussi par le Fils, et cela éternellement. En d'autres termes, « que le Saint-Esprit est éternellement du Père et du Fils et tire son essence et son être du Père et en même temps du Fils, et procède éternellement de l’un et de l’autre, comme d’un seul principe et d’une inspiration unique ». 
Cette doctrine relève de la pneumatologie chrétienne. Elle est considérée comme un dogme dans le christianisme occidental, qui forme la base de l'Église catholique (ou Église de Rome), d'où sont issues les Églises protestantes. En revanche, pour le christianisme oriental, qui forme la base de l'Église orthodoxe (ou Église des sept conciles), le Filioque est un blasphème.

## Le différend théologique
Le différend théologique qui oppose l'Occident et l'Orient chrétiens dans leur conception de la Trinité, connu sous le nom de querelle du Filioque, naît à la fin du VIIe siècle. Il constitue, à partir de 867, le principal grief de l'Église orthodoxe contre celle de Rome, et il est encore aujourd'hui considéré par la première comme la cause première du Grand Schisme de 1054. Cependant, l'enjeu a glissé du domaine théologique vers un plan plus « politique », comme le note Paul Gavrilyuk : « La conséquence à long terme de la controverse sur le Filioque fut de transformer la foi de Nicée (et en particulier le Credo de Constantinople) d’un héritage doctrinal commun en un champ de bataille théologique entre l’Église byzantine et l’Église latine. [...] La controverse sur le Filioque n’a pas affecté les Églises orthodoxes slaves dans la même mesure que l’Église byzantine. La principale cause de désaccord entre l’Orient et l’Occident demeure l’autorité papale, plutôt que le Filioque ».

## Le Symbole de Nicée-Constantinople
Le Symbole de Nicée-Constantinople, qui est le Credo issu du premier concile œcuménique de Constantinople (381), contient un passage entier concernant le Saint-Esprit:
| Original grec                                              | Retranscription latine                                       | Traduction française                                                   |
| ---------------------------------------------------------- | ------------------------------------------------------------ | ---------------------------------------------------------------------- |
| Kαὶ εἰς τὸ πνεῦμα τὸ ἅγιον, τὸ Κύριον, τὸ ζωοποιόν,        | Et in Spiritum Sanctum, Dominum et vivificantem,             | Et en l'Esprit Saint, Seigneur et qui donne la vie,                    |
| τὸ ἐκ τοῦ πατρὸς ἐκπορευόμενον,                            | qui ex Patre procedit,                                       | qui procède du Père,                                                   |
| τὸ σὺν πατρὶ καὶ υἱῷ συμπροσκυνούμενον καὶ συνδοξαζόμενον, | qui cum Patre, et Filio simul adoratur, et cum glorificatur, | qui avec le Père, et le Fils, Il reçoit même adoration et même gloire, |
| τὸ λαλῆσαν διὰ τῶν προφητῶν·                               | qui locutus est per prophetas.                               | il a parlé par les prophètes.                                          |

Au sein du christianisme occidental, le Filioque sera progressivement rajouté, dans le but d'affirmer son aspect dogmatique selon celui-ci, dans le Credo, à la ligne suivante:
| Modification latine             | Retranscription grecque                      | Traduction française            |
| ------------------------------- | -------------------------------------------- | ------------------------------- |
| qui ex Patre Filioque procedit, | τὸ ἐκ τοῦ Πατρὸς καὶ τοῦ Υἱοῦ ἐκπορευόμενον, | qui procède du Père et du Fils, |

Cette addition provoquera de nombreuses controverses entre l'Occident et l'Orient, mises sous le nom de querelle du Filioque. 
L'article précédemment lié aborde le développement du dogme, ses controverses, ainsi que ses critiques.

## Dogme
En pneumatologie, le dogme catholique du Filioque se positionne sur la procession hypostatique éternelle du Saint-Esprit. C'est-à-dire sur la manière dont la personne du Saint-Esprit est mise en existence depuis l'éternité, au sein de la Trinité.

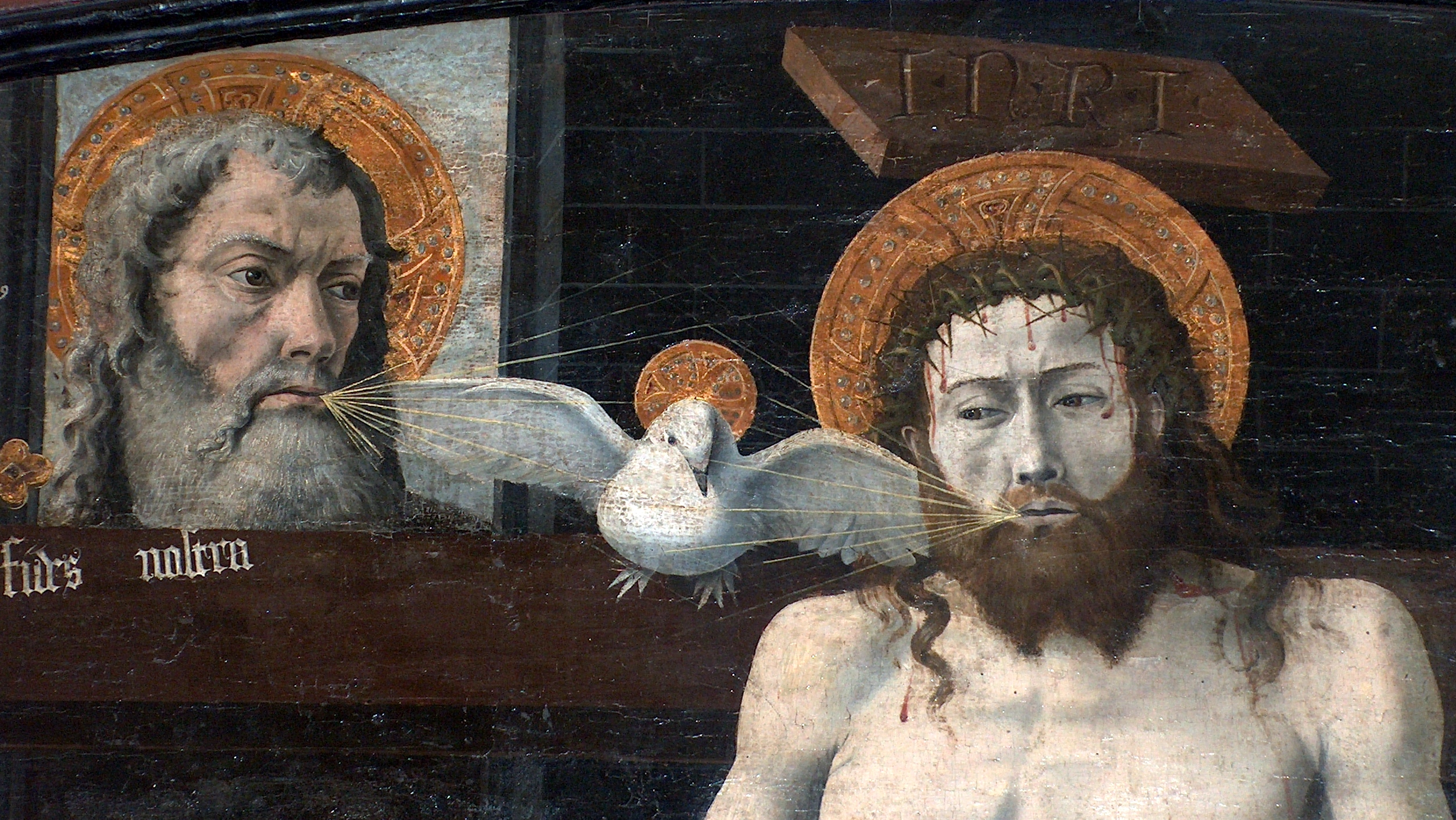
Représentation du Filioque, Retable de Boulbon (XV), musée du Louvre, Paris.

Selon celui-ci, le Saint-Esprit procède ad intra (à l'intérieur de la Trinité, en ce que Dieu est réellement) ab utroque (de par les deux, à la fois) du Père et du Fils. Ainsi, d'après cette doctrine, non seulement Dieu le Père, mais aussi Dieu le Fils sont à la fois principe et cause de la subsistance du Saint-Esprit, non pas comme deux causes distinctes, mais « comme d'un seul principe et d'une inspiration unique ». 
« Le mot “ principe ” signifie bien ici la propriété de spiration, mais il la signifie sous forme de substantif concret comme sont les mots “ père ” et “ fils ” même dans le cas des créatures. Par suite ce mot prend le nombre de la forme signifiée, selon la loi du pluriel des substantifs. De même donc que le Père et le Fils sont un seul Dieu, car la forme signifiée par le mot “ Dieu ” est unique, de même ils sont “ un seul principe ” du saint Esprit, parce que la propriété signifiée par le “ principe ” est unique. »
Bien que sa reconnaissance comme un dogme prend forme dans tout l'Occident au  VIIIe siècle, lorsqu'il est inséré dans le Credo, il ne sera vraiment officialisé comme un dogme en 1215, par le quatrième concile du Latran : « Pater a nullo filius autem a solo patre ac spiritus sanctus ab utroque pariter absque initio semper et fine. » - « Le Père ne vient de personne, le Fils vient du Père seul, et l'Esprit Saint vient des deux de la même manière, sans commencement et sans fin. ». Sa validité dogmatique selon l'Église catholique est de nouveau affirmée au deuxième concile de Lyon ainsi qu'au concile de Bâle-Ferrare-Florence-Rome.

## Arguments théologiques
En 1102, Anselme de Cantorbéry, vu comme précurseur voire créateur de la scolastique et à l'origine de l'argument ontologique, écrit De Processione Spiritus Sancti Contra Graecos (Sur la Procession de l'Esprit Saint Contre les Grecs). Il y regroupe des arguments qu'il aurait énumérés au concile de Bari, contre les évêques italiens d'anciens territoires byzantins récemment conquis par les Normands. Il avance que le seul fait que le Père engendre le Fils et procède le Saint-Esprit suffit à les distinguer l'Un de l'Autre, et donc à concevoir trois personnes car leur seule relation qu'Ils ont avec le Père, l'un par engendrement, l'autre par procession, suffit à les différencier. Il prend alors pour axiome que, lorsqu'il énumère la consubstantialité du Père avec le Fils, ou du Père avec le Saint-Esprit; « il en découle que le Fils est (comme procédant) du Saint-Esprit ou que le Saint-Esprit est (comme procédant) du Fils, aucune pluralité ne naît ici qui contredirait la conséquence de l’unité, parce que je ne dis pas que les deux sont, mais seulement que l’un l’est. ». Avançant ce point comme une nécessité absolue, il en conclut qu'« il n’y a de Dieu issu de Dieu que par naissance, comme le Fils, ou par procession, comme le Saint-Esprit. Or, le Fils ne naît pas du Saint-Esprit. Car s’il naissait de lui, il serait Fils du Saint-Esprit, et le Saint-Esprit serait son Père. Mais ni l’un ni l’autre n’est le Père ou le Fils de l’autre. Le Fils ne naît donc pas du Saint-Esprit. Et il est tout aussi clair qu’il ne procède pas de lui ; sinon il serait l’Esprit du Saint-Esprit, ce que l’on nie expressément, puisqu’on dit et croit que le Saint-Esprit est l’Esprit du Fils. Il ne peut en effet être l’Esprit de son propre Esprit. Donc le Fils ne procède pas du Saint-Esprit. En aucune manière, donc, le Fils n’est du Saint-Esprit. Il en découle, par une raison irréfutable, que le Saint-Esprit est du Fils, comme il est du Père. ».
Au XIIIe siècle, Thomas d'Aquin, considéré comme l'un des principaux maîtres de la philosophie scolastique et de la théologie catholique, argumente en faveur du Filioque dans la Somme théologique. Il y développe l'idée qu'« il est nécessaire de dire que l'Esprit Saint est (comme procédant) du Fils. En effet, s'il n'est pas (comme procédant) de lui, d'aucune façon on ne peut le distinguer personnellement de lui ». Selon cette idée, il serait aberrant de considérer que le Saint Esprit procède du Père seul. Thomas argumente cela en le fait que si le Père, le Fils, et le Saint-Esprit sont véritablement un Dieu, ils ont forcément une essence, divine, unique. Donc, tout attribut, c'est-à-dire toute propriété de l'essence, est commune au Père, au Fils, et au Saint-Esprit, car  « n'importe quelle chose dite en Dieu concerne de manière absolue l'unité de l'essence. Il en résulte donc que seules les relations entre les personnes divines les distinguent mutuellement. » . Cet argument possède comme axiome que la procession hypostatique est l'unique relation distinguant le Fils et le Saint-Esprit.
À partir du XXe siècle le théologien catholique Karl Rahner, dans Dieu Trinité, développe ce qui sera appelé plus tard GrundAxiom, également appelé axiome rahnérien tant il est important dans sa théologie. Celui-ci stipule que la Trinité économique, c'est-à-dire la Trinité ad extra (en dehors d'elle-même: dans son action dans le monde, par le prisme de la Révélation mais aussi des grâces) reflète et est identique à la Trinité ad intra, qu'il appelle Trinité immanente. Cet axiome est développé dans le but de concilier la révélation de la Trinité et son caractère salutaire. Mais il arrive qu'il soit également utilisé pour concilier la procession économique, ainsi que la procession énergétique, longtemps oubliées en Occident, et utilisées comme critiques du dogme (voir querelle du Filioque) afin de justifier le Filioque.